# Нитки (фільм)
«Нитки» — копродукційний анімаційний фільм 2004 року. Ляльки до фільму були створені німецьким майстром Берндтом Огородніком.

## Сюжет
Гал приходить до влади після самогубства свого батька імператора Каро. За заповітом новий правитель має налагодити мир з зерітами. Брат Каро, Незо, та начальник штабу Гебалону викрадають заповіт і примушують розпочати війну. Полководець Еріто отримує наказ вбити молодого імператора в поході, щоб Незо зайняв трон і одружився з красунею Джинною. Галу вдається врятуватися, але він потрапляє в руки зеритів, які виганяють його. Потрапивши за ґрати до гебалонців, молодому чоловіку вдається вийти на волю. За наказом начальника штабу помирає його сестра.
Ейке розповідає правду про смерть Каро Галу. Він карає та виганяє Незо. Імператору вдається налагодити мир з зеритами, а також закохатися в їхню правительку Зіту.

## У ролях
Актори озвучування англійської версії фільму:

| Актор            | Роль   |
| ---------------- | ------ |
| Джеймс Мак-Евой  | Гал    |
| Кетрін Маккормак | Зіта   |
| Джуліан Гловер   | Каро   |
| Дерек Джекобі    | Незо   |
| Ієн Гарт         | Грак   |
| Саманта Бонд     | Ейке   |
| Девід Гервуд     | Еріто  |
| Клер Скіннер     | Джинна |
| Пауль Гуттель    | Агра   |

## Знімальна група
- Кінорежисер — Андерс Реннов Кларлунд
- Сценаристи — Андерс Реннов Кларлунд, Найя Маріє Айдт
- Кінопродюсер — Нільс Балд
- Композитор — Йорген Лаурітсен
- Кінооператори — Кім Гаттесен, Ян Вайнке
- Кіномонтаж — Лейф Аксель Кєльдсен
- Художник-постановник — Свен Віхман
- Артдиректор — Девід Драхманн
- Художник з костюмів — Інгрід Сеє
- Підбір акторів — Сем Чендлі[2].

## Сприйняття

### Критика
Фільм отримав переважно схвальні відгуки. На сайті Rotten Tomatoes оцінка стрічки становить 80 % на основі 5 відгуків від критиків (середня оцінка 6,1/10) і 82 % від глядачів із середньою оцінкою 3,8/5 (5 249 голосів). Фільму зарахований «стиглий помідор» від кінокритиків та «попкорн» від глядачів, Internet Movie Database — 7/10 (3 746 голосів).

### Номінації та нагороди
| Нагороди та номінації фільму «Нитки» | Нагороди та номінації фільму «Нитки» | Нагороди та номінації фільму «Нитки» | Нагороди та номінації фільму «Нитки» | Нагороди та номінації фільму «Нитки» | Нагороди та номінації фільму «Нитки» |
| Рік                                  | Кінофестиваль/кінопремія             | Категорія/нагорода                   | Номінант                             | Результат                            |                                      |
| ------------------------------------ | ------------------------------------ | ------------------------------------ | ------------------------------------ | ------------------------------------ | ------------------------------------ |
| 2004                                 | Міжнародний кінофестиваль у Сіджасі  | Найкраще режисерське відкриття       | Андерс Реннов Кларлунд               | Перемога                             |                                      |
| 2004                                 | Міжнародний кінофестиваль у Сіджасі  | Особлива згадка                      | Андерс Реннов Кларлунд               | Перемога                             |                                      |
| 2004                                 | Міжнародний кінофестиваль у Сіджасі  | Найкращий фільм                      | Андерс Реннов Кларлунд               | Номінація                            |                                      |
| 2005                                 | Міжнародний кінофестиваль в Емдені   | кінонагорода «Емден»                 | Андерс Реннов Кларлунд               | Номінація                            |                                      |
| 2005                                 | «Ale Kino!»                          | Golden Poznan Goats                  | Андерс Реннов Кларлунд               | Номінація                            |                                      |
| 2006                                 | «Роберт»                             | Найкращий дитячий / сімейний фільм   | Андерс Реннов Кларлунд               | Перемога                             |                                      |